# 差分商
微分積分学における差分商（さぶんしょう、英: difference quotient; 差商）は、ふつうは函数 f に対する有限差分の商 {\displaystyle {\frac {f(x+h)-f(x)}{h}}} を言い、これは h → 0 の極限で微分商となる。実際に函数値の有限差分を対応する変数の有限差分で割ったものであることにより、この名称がある。
差分商は函数 f のある区間（いまの場合、長さ h の区間）における「平均変化率」(average rate of change) :237を与えるものであるから、特にその極限としての微分商は「瞬間変化率」に対応すると考えることができる
やや記法を変更（b ≔ a + h）して、区間 [a, b] に対する、差分商 {\displaystyle {\frac {f(b)-f(a)}{b-a}}} を考えれば、これは f の区間 [a, b] における微分係数の「平均値」を表していると考えられる。このことは、可微分函数 f に対して f の微分係数が区間内の適当な点において平均値に到達することを述べた平均値の定理によって正当化される。幾何学的には、この差分商は二点 (a, f(a)), (b, f(b)) を通る割線の傾きを測るものである。
差分商は数値微分法における近似に用いられるが、それは同時にこの応用において批判の主題ともなっている
差分商のことを、ニュートン商（アイザック・ニュートンに由来）やフェルマーの差分商（ピエール・ド・フェルマーに由来）などとも呼ぶことがある。
有限差分をとる操作を反復適用して得られる高階差分を用いれば、高階差分商あるいは（分点が等間隔の場合の）高階差商を考えることができる。